# Mesure de débit (physique)
La mesure de débit est la quantification du mouvement massif de fluide. Le débit peut être mesuré en utilisant des dispositifs appelés débitmètres de différentes manières. Les types courants de débitmètres avec des applications industrielles sont énumérés ci-dessous :
- Type d'obstruction (pression différentielle ou zone variable)
- Inférentiel (type turbine)
- Électromagnétique
- Débitmètres à déplacement positif, qui accumulent un volume fixe de fluide et comptent ensuite le nombre de fois où ce volume est rempli pour mesurer le débit.
- Dynamique des fluides (détachement de vortex)
- Anémomètre
- Débitmètre à ultrasons
- Débitmètre massique (Force de Coriolis).

Les méthodes de mesure de débit autres que les débitmètres à déplacement positif reposent sur les forces produites par le flux en surmontant une constriction connue, pour calculer indirectement le débit. Le débit peut être mesuré en mesurant la vitesse du fluide sur une surface connue. Pour des débits très importants, des méthodes de traceur peuvent être utilisées pour déduire le débit à partir du changement de concentration d'un colorant ou d'un radioisotope.

## Types et unités de mesure
Le débit de gaz et de liquide peut être mesuré en quantités physiques de type débit volumétrique ou débit massique, avec des SI unités respectives telles que des mètres cubes par seconde ou des kilogrammes par seconde, respectivement. Ces mesures sont liées par la densité du matériau. La densité d'un liquide est presque indépendante des conditions. Ce n'est pas le cas pour les gaz, dont les densités dépendent largement de la pression, de la température et, dans une moindre mesure, de la composition.
Lorsque des gaz ou des liquides sont transférés pour leur contenu énergétique, comme dans la vente de gaz naturel, le débit peut également être exprimé en termes de débit énergétique, tel que gigajoule par heure ou BTU par jour. Le débit énergétique est le débit volumétrique multiplié par le contenu énergétique par unité de volume ou le débit massique multiplié par le contenu énergétique par unité de masse. Le débit énergétique est généralement dérivé du débit massique ou volumétrique par l'utilisation d'un ordinateur de débit.
Dans les contextes d'ingénierie, le volume du débit est généralement représenté par le symbole {\displaystyle Q}, et le débit massique, par le symbole {\displaystyle {\dot {m}}}.
Pour un fluide ayant une densité {\displaystyle \rho }, les débits massique et volumétrique peuvent être liés par {\displaystyle {\dot {m}}=\rho Q}.

### Gaz
Les gaz sont compressibles et changent de volume lorsqu'ils sont mis sous pression, chauffés ou refroidis. Un volume de gaz sous un ensemble de conditions de pression et de température n'est pas équivalent au même gaz sous des conditions différentes. Les références seront faites au débit "réel" à travers un compteur et au débit "standard" ou "de base" à travers un compteur avec des unités telles que acm/h (mètres cubes réels par heure), sm3/sec (mètres cubes standard par seconde), kscm/h (mille mètres cubes standard par heure), LFM (pieds linéaires par minute), ou MMSCFD (millions de pieds cubes standard par jour).
Le débit massique de gaz peut être mesuré directement, indépendamment des effets de la pression et de la température, avec des débitmètres ultrasoniques, des débitmètres massiques thermiques, des débitmètres massiques Coriolis, ou des contrôleurs de débit massique.

### Liquide
Pour les liquides, diverses unités sont utilisées en fonction de l'application et de l'industrie, mais peuvent inclure des gallons (U.S. ou impérial) par minute, des litres par seconde, des litres par mètre carré par heure, des boisseaux par minute ou, en décrivant les débits des rivières, des cumecs (mètres cubes par seconde) ou des acres-pieds par jour. En océanographie, une unité courante pour mesurer le transport de volume (volume d'eau transporté par un courant, par exemple) est un sverdrup (Sv) équivalent à 106 m3/s.

## Élément de débit primaire
Un élément de débit primaire est un dispositif inséré dans le fluide en écoulement qui produit une propriété physique pouvant être liée avec précision au débit. Par exemple, une plaque d'orifice produit une chute de pression qui est une fonction du carré du débit volumétrique à travers l'orifice. Un élément de débit primaire de type vortex produit une série d'oscillations de pression. Généralement, la propriété physique générée par l'élément de débit primaire est plus pratique à mesurer que le débit lui-même. Les propriétés de l'élément de débit primaire et la fidélité de l'installation pratique aux hypothèses faites lors de l'étalonnage sont des facteurs critiques dans la précision de la mesure du débit.

## Débitmètres mécaniques
Un débitmètre à déplacement positif peut être comparé à un seau et un chronomètre. Le chronomètre est démarré lorsque le débit commence et arrêté lorsque le seau atteint sa limite. Le volume divisé par le temps donne le débit. Pour des mesures continues, nous avons besoin d'un système de seaux se remplissant et se vidant continuellement pour diviser le débit sans le laisser sortir du tuyau. Ces déplacements volumiques formant et s'effondrant continuellement peuvent prendre la forme de pistons se déplaçant dans des cylindres, de dents d'engrenage s'accouplant contre la paroi interne d'un compteur ou à travers une cavité progressive créée par des engrenages ovales rotatifs ou une vis hélicoïdale.

### Débitmètre à piston/rotatif
Parce qu'ils sont utilisés pour la mesure domestique de l'eau, les débitmètres à piston, également appelés débitmètres à piston rotatif ou à déplacement semi-positif, sont les dispositifs de mesure de débit les plus courants au Royaume-Uni et sont utilisés pour presque toutes les tailles de compteurs allant jusqu'à et y compris 40 mm (1 1⁄2 in). Le débitmètre à piston fonctionne selon le principe d'un piston tournant dans une chambre de volume connu. Pour chaque rotation, une quantité d'eau passe à travers la chambre du piston. Grâce à un mécanisme d'engrenage et, parfois, à une transmission magnétique, un cadran à aiguille et un affichage de type odomètre sont avancés.

### Débitmètre à engrenages ovales

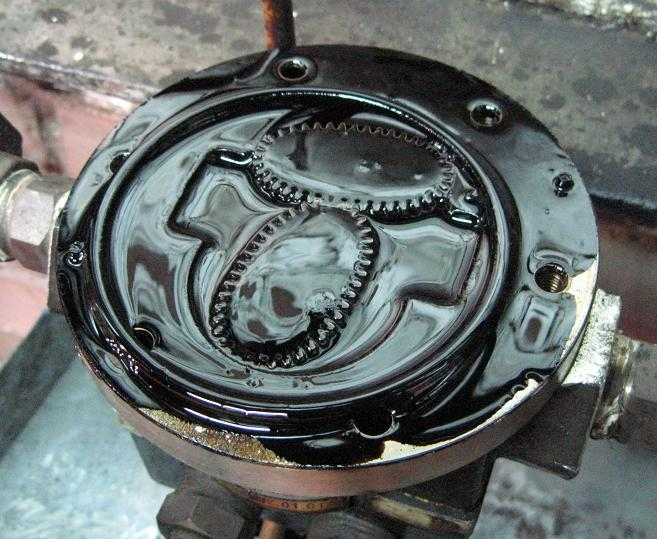
Un débitmètre à déplacement positif de type engrenage ovale. Le fluide force la rotation des engrenages engrenés ; chaque rotation correspond à un volume fixe de fluide. Le comptage des révolutions totalise le volume, et le débit est proportionnel au débit.

Un débitmètre à engrenages ovales est un débitmètre à déplacement positif qui utilise deux ou plusieurs engrenages oblongs configurés pour tourner à angle droit l'un par rapport à l'autre, formant une forme en T. Un tel compteur a deux côtés, qui peuvent être appelés A et B. Aucun fluide ne passe par le centre du compteur, où les dents des deux engrenages s'engrènent toujours. D'un côté du compteur (A), les dents des engrenages ferment le passage du fluide parce que l'engrenage allongé du côté A pénètre dans la chambre de mesure, tandis que de l'autre côté du compteur (B), une cavité retient un volume fixe de fluide dans une chambre de mesure. Lorsque le fluide pousse les engrenages, il les fait tourner, permettant au fluide dans la chambre de mesure du côté B de se déverser dans le port de sortie. Pendant ce temps, le fluide entrant dans le port d'entrée sera dirigé vers la chambre de mesure du côté A, qui est maintenant ouverte. Les dents du côté B vont maintenant fermer le passage du fluide entrant du côté B. Ce cycle se poursuit à mesure que les engrenages tournent et que le fluide est mesuré à travers des chambres de mesure alternées. Des aimants permanents dans les engrenages rotatifs peuvent transmettre un signal à un interrupteur à lame souple électrique ou à un transducteur de courant pour la mesure du débit. Bien que des performances élevées soient revendiquées, ils ne sont généralement pas aussi précis que le design à palette coulissante.

### Débitmètre à engrenages
Les débitmètres à engrenages diffèrent des débitmètres à engrenages ovales en ce que les chambres de mesure sont constituées des espaces entre les dents des engrenages. Ces ouvertures divisent le flux de fluide et, à mesure que les engrenages tournent à partir du port d'entrée, la paroi intérieure du compteur ferme la chambre pour retenir la quantité fixe de fluide. Le port de sortie est situé dans la zone où les engrenages se rejoignent. Le fluide est forcé de sortir du compteur lorsque les dents des engrenages s'engrènent et réduisent les poches disponibles à un volume presque nul.

#### Engrenage hélicoïdal
Les débitmètres à engrenages hélicoïdaux tirent leur nom de la forme de leurs engrenages ou rotors. Ces rotors ressemblent à la forme d'une hélice, qui est une structure en forme de spirale. À mesure que le fluide traverse le compteur, il entre dans les compartiments des rotors, faisant tourner les rotors. La longueur du rotor est suffisante pour que l'entrée et la sortie soient toujours séparées l'une de l'autre, bloquant ainsi un flux libre de liquide. Les rotors hélicoïdaux accouplés créent une cavité progressive qui s'ouvre pour admettre le fluide, se scelle et s'ouvre ensuite vers le côté aval pour libérer le fluide. Cela se produit de manière continue et le débit est calculé à partir de la vitesse de rotation.

#### Débitmètre à disque nutant
C'est le système de mesure le plus couramment utilisé pour mesurer l'alimentation en eau des maisons. Le fluide, le plus souvent de l'eau, entre d'un côté du compteur et frappe le disque nutant, qui est monté de manière excentrique. Le disque doit alors "osciller" ou nuter autour de l'axe vertical, car le bas et le haut du disque restent en contact avec la chambre de montage. Une cloison sépare les chambres d'entrée et de sortie. À mesure que le disque nutant, il donne une indication directe du volume du liquide qui a traversé le compteur, car le débit volumétrique est indiqué par un agencement de roues dentées et d'enregistreurs, qui est connecté au disque. Il est fiable pour des mesures de débit dans une précision de 1 %.

### Débitmètre à turbine
Le débitmètre à turbine (mieux décrit comme une turbine axiale) traduit l'action mécanique de la turbine tournant dans le flux de liquide autour d'un axe en un débit lisible par l'utilisateur (gpm, lpm, etc.). La turbine a tendance à faire circuler tout le flux autour d'elle.
La roue de la turbine est placée dans le chemin d'un flux de fluide. Le fluide en écoulement frappe les pales de la turbine, appliquant une force à la surface des pales et mettant le rotor en mouvement. Lorsqu'une vitesse de rotation constante est atteinte, la vitesse est proportionnelle à la vitesse du fluide.
Les débitmètres à turbine sont utilisés pour la mesure du débit de gaz naturel et de liquide. Les compteurs à turbine sont moins précis que les compteurs à déplacement et à jet à faible débit, mais l'élément de mesure n'occupe pas ou ne restreint pas sévèrement tout le chemin du flux. La direction du flux est généralement droite à travers le compteur, permettant des débits plus élevés et moins de perte de pression que les compteurs de type à déplacement. Ils sont le compteur de choix pour les grands utilisateurs commerciaux, la protection contre les incendies et en tant que compteurs principaux pour le système de distribution d'eau. Des filtres sont généralement nécessaires pour être installés devant le compteur afin de protéger l'élément de mesure contre le gravier ou autres débris qui pourraient entrer dans le système de distribution d'eau. Les compteurs à turbine sont généralement disponibles pour des tailles de tuyaux de 4 à 30 cm (1 1⁄2–12 in) ou plus. Les corps des compteurs à turbine sont souvent en bronze, en fonte ou en fonte ductile. Les éléments internes de la turbine peuvent être en plastique ou en alliages métalliques non corrosifs. Ils sont précis dans des conditions de travail normales mais sont grandement affectés par le profil du flux et les conditions du fluide.
Les compteurs de protection contre les incendies sont un type spécialisé de compteur à turbine avec des approbations pour les débits élevés requis dans les systèmes de protection contre les incendies. Ils sont souvent approuvés par Underwriters Laboratories (UL) ou Factory Mutual (FM) ou des autorités similaires pour une utilisation dans la protection contre les incendies. Les compteurs à turbine portables peuvent être installés temporairement pour mesurer l'eau utilisée à partir d'une bouche d'incendie. Les compteurs sont normalement en aluminium pour être légers et sont généralement d'une capacité de 7,5 cm (3 in). Les compagnies des eaux les exigent souvent pour mesurer l'eau utilisée dans la construction, le remplissage des piscines ou là où un compteur permanent n'est pas encore installé.

### Débitmètre Woltman
Le compteur Woltman (inventé par Reinhard Woltman au 19e siècle) comprend un rotor à pales hélicoïdales inséré axialement dans le flux, semblable à un ventilateur canalisé ; il peut être considéré comme un type de débitmètre à turbine. Ils sont communément appelés compteurs hélicoïdaux et sont populaires pour les tailles plus grandes.

### Débitmètre à jet unique
Un débitmètre à jet unique se compose d'un simple impulseur avec des aubes radiales, frappé par un seul jet. Ils sont de plus en plus populaires au Royaume-Uni pour les tailles plus grandes et sont courants dans l'UE.

### Débitmètre à roue à aubes

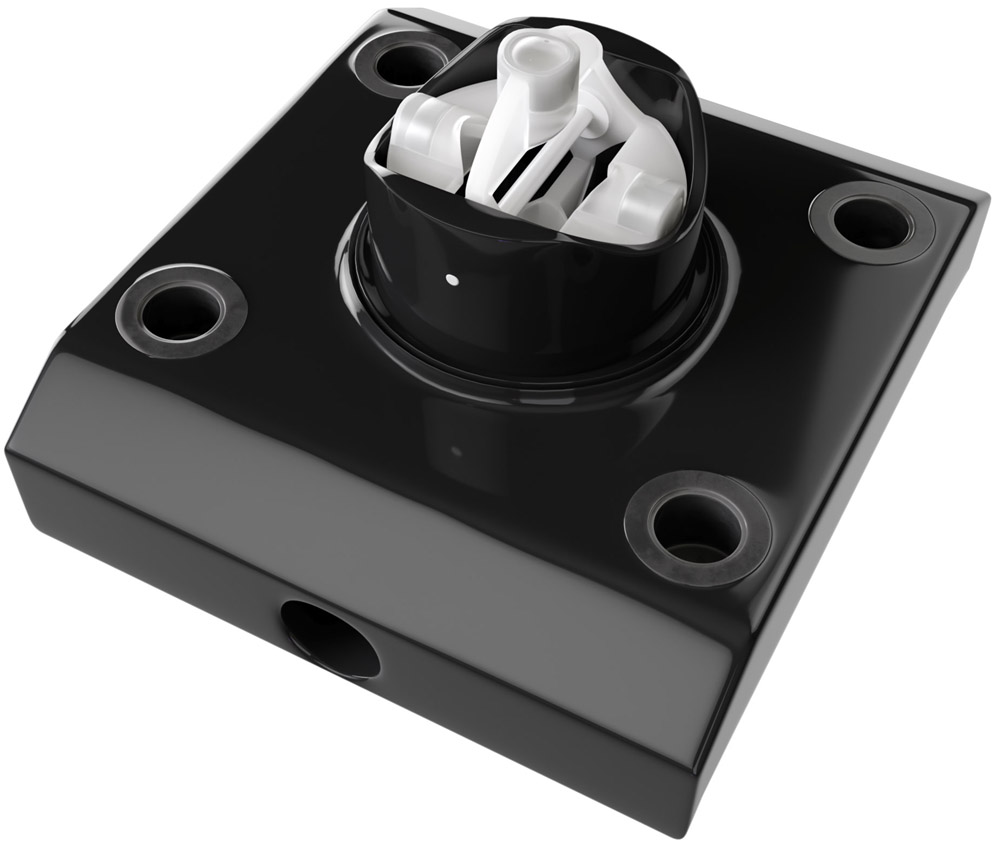
L'assemblage de la roue à aubes génère une lecture du débit à partir du fluide traversant le tuyau, provoquant la rotation de la roue à aubes. Les aimants dans les aubes tournent devant le capteur. Les impulsions électriques produites sont proportionnelles au débit.

Les débitmètres à roue à aubes se composent de trois composants principaux : le capteur de roue à aubes, le raccord de tuyau et l'affichage/contrôleur. Le capteur de roue à aubes se compose d'une roue/impulseur à rotation libre avec des aimants intégrés qui sont perpendiculaires au flux et tournent lorsqu'ils sont insérés dans le fluide en écoulement. Lorsque les aimants dans les aubes passent devant le capteur, le compteur de roue à aubes génère un signal de fréquence et de tension proportionnel au débit. Plus le débit est rapide, plus la fréquence et la tension de sortie sont élevées.
Le compteur de roue à aubes est conçu pour être inséré dans un raccord de tuyau, soit en ligne, soit de type insertion. Ceux-ci sont disponibles avec une large gamme de styles de raccords, de méthodes de connexion et de matériaux tels que le PVDF, le polypropylène et l'acier inoxydable. Similaire aux compteurs à turbine, le compteur de roue à aubes nécessite une longueur minimale de tuyau droit avant et après le capteur.
Les affichages et contrôleurs de débit sont utilisés pour recevoir le signal du compteur de roue à aubes et le convertir en valeurs réelles de débit ou de débit total. Le signal traité peut être utilisé pour contrôler le processus, générer une alarme, envoyer des signaux à des dispositifs externes, etc.
Les débitmètres à roue à aubes (également appelés capteurs de roue Pelton) offrent une option à coût relativement bas et haute précision pour de nombreuses applications de systèmes de débit, généralement avec de l'eau ou des fluides similaires à l'eau.

### Débitmètre à jets multiples
Un débitmètre à jets multiples ou multijets est un compteur de type vitesse qui a un impulseur qui tourne horizontalement sur un axe vertical. L'élément d'impulseur est dans un boîtier dans lequel plusieurs ports d'entrée dirigent le flux de fluide vers l'impulseur, le faisant tourner dans une direction spécifique proportionnelle à la vitesse du flux. Ce compteur fonctionne mécaniquement de la même manière qu'un compteur à jet unique, sauf que les ports dirigent le flux vers l'impulseur de manière égale depuis plusieurs points autour de la circonférence de l'élément, et non depuis un seul point ; cela minimise l'usure inégale de l'impulseur et de son axe. Ainsi, ces types de compteurs sont recommandés pour être installés horizontalement avec son index à rouleaux pointant vers le ciel.

### Roue Pelton
La turbine à roue Pelton (mieux décrite comme une turbine radiale) traduit l'action mécanique de la roue Pelton tournant dans le flux de liquide autour d'un axe en un débit lisible par l'utilisateur (gpm, lpm, etc.). La roue Pelton a tendance à faire circuler tout le flux autour d'elle avec le flux d'entrée concentré sur les pales par un jet. Les roues Pelton originales étaient utilisées pour la génération d'électricité et consistaient en une turbine à flux radial avec des "coupelles de réaction" qui non seulement se déplacent avec la force de l'eau sur la face mais renvoient le flux dans la direction opposée en utilisant ce changement de direction du fluide pour augmenter davantage l'efficacité de la turbine.

### Débitmètre à courant

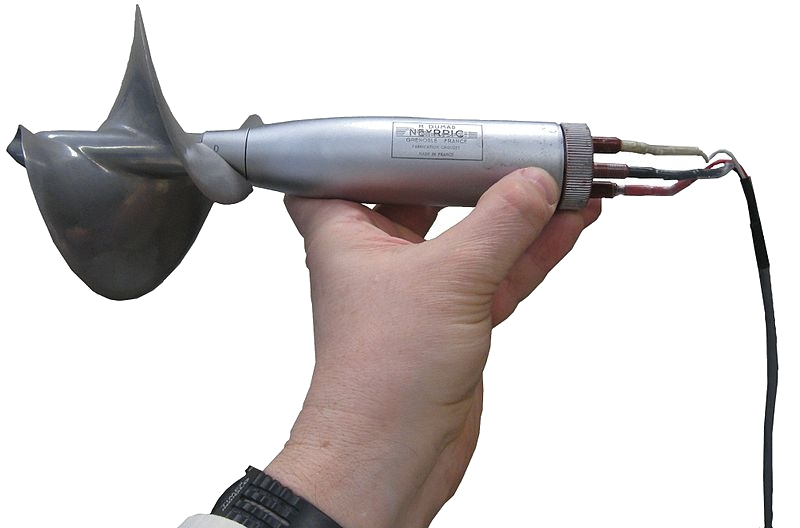
Un débitmètre à courant de type hélice utilisé pour les tests de turbines hydroélectriques

Le flux à travers un grand conduite forcée tel que celui utilisé dans une centrale hydroélectrique peut être mesuré en moyennant la vitesse du flux sur toute la surface. Les débitmètres à hélice (semblables au débitmètre à courant Ekman purement mécanique, mais maintenant avec acquisition de données électroniques) peuvent être traversés sur la surface de la conduite forcée et les vitesses moyennées pour calculer le débit total. Cela peut être de l'ordre de centaines de mètres cubes par seconde. Le débit doit rester stable pendant la traversée des débitmètres à courant. Les méthodes de test des turbines hydroélectriques sont données dans la norme 41 de la IEC. Ces mesures de débit sont souvent commercialement importantes lors du test de l'efficacité des grandes turbines.

## Débitmètres basés sur la pression
Il existe plusieurs types de débitmètres qui reposent sur le principe de Bernoulli. La pression est mesurée soit en utilisant des plaques lamellaires, un orifice, une buse ou un tube de Venturi pour créer une constriction artificielle, puis mesurer la perte de pression des fluides lorsqu'ils passent cette constriction, soit en mesurant les pressions statique et dynamique pour en déduire la pression dynamique.

### Débitmètre Venturi
Un débitmètre Venturi rétrécit le débit d'une certaine manière, et des capteurs de pression mesurent la pression différentielle avant et à l'intérieur de la constriction. Cette méthode est largement utilisée pour mesurer le débit dans la transmission de gaz à travers des pipelines, et a été utilisée depuis l'époque de l'Empire romain. Le coefficient de décharge d'un débitmètre Venturi varie de 0,93 à 0,97. Les premiers débitmètres Venturi à grande échelle pour mesurer les débits de liquides ont été développés par Clemens Herschel, qui les a utilisés pour mesurer les petits et grands débits d'eau et d'eaux usées à la fin du 19e siècle.

### Plaque d'orifice
Une plaque d'orifice est une plaque avec un trou, placée perpendiculairement au flux ; elle rétrécit le flux, et la mesure de la pression différentielle à travers la constriction donne le débit. Il s'agit essentiellement d'une forme grossière de débitmètre Venturi, mais avec des pertes d'énergie plus élevées. Il existe trois types d'orifice : concentrique, excentrique et segmentaire,.

### Tube de Dall
Le tube de Dall est une version raccourcie d'un débitmètre Venturi, avec une chute de pression inférieure à celle d'une plaque d'orifice. Comme pour ces débitmètres, le débit dans un tube de Dall est déterminé en mesurant la chute de pression causée par la restriction dans le conduit. La pression différentielle est généralement mesurée à l'aide de transducteurs de pression à diaphragme avec affichage numérique. Étant donné que ces débitmètres ont des pertes de pression permanentes nettement inférieures à celles des débitmètres à orifice, les tubes de Dall sont largement utilisés pour mesurer le débit de grands systèmes de tuyauterie. La pression différentielle produite par un tube de Dall est plus élevée que celle d'un tube Venturi et d'une buse, tous ayant les mêmes diamètres de gorge.

### Tube de Pitot
Un tube de Pitot est utilisé pour mesurer la vitesse d'écoulement d'un fluide. Le tube est orienté vers le flux et la différence entre la pression de stagnation à la pointe de la sonde et la pression statique à son côté est mesurée, ce qui donne la pression dynamique à partir de laquelle la vitesse du fluide est calculée en utilisant l'équation de Bernoulli. Un débit volumétrique peut être déterminé en mesurant la vitesse à différents points dans le flux et en générant le profil de vitesse.

### Tube de Pitot moyen
Les tubes de Pitot moyens (également appelés sondes d'impact) étendent la théorie du tube de Pitot à plus d'une dimension. Un tube de Pitot moyen typique se compose de trois ou plus de trous (selon le type de sonde) sur la pointe de mesure disposés dans un motif spécifique. Plus de trous permettent à l'instrument de mesurer la direction de la vitesse du flux en plus de sa magnitude (après un étalonnage approprié). Trois trous disposés en ligne permettent aux sondes de pression de mesurer le vecteur de vitesse en deux dimensions. L'introduction de plus de trous, par exemple cinq trous disposés en formation "plus", permet de mesurer le vecteur de vitesse en trois dimensions.

### Débitmètres à cône

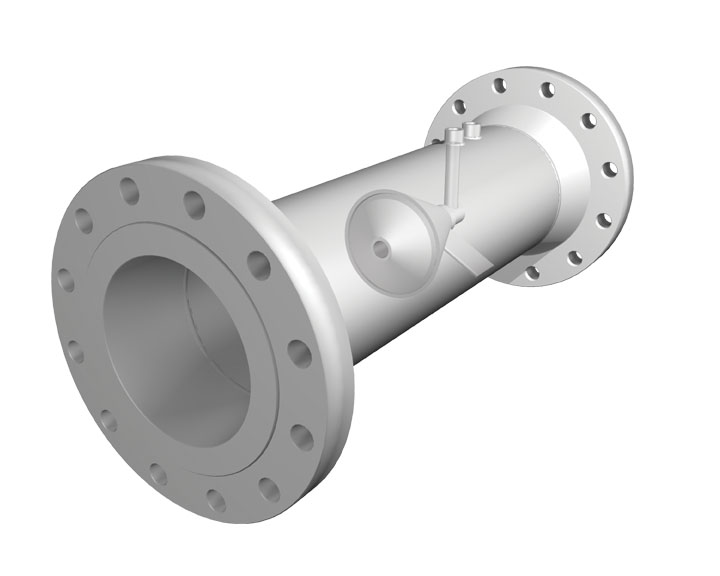
Débitmètre V-cone de 8 in avec des brides à collerette soudée face surélevée ANSI 300# (300 lb/sqin)

Les débitmètres à cône sont des dispositifs de mesure de débit à pression différentielle plus récents, lancés pour la première fois en 1985 par McCrometer à Hemet, CA. Le débitmètre à cône est un débitmètre à pression différentielle générique mais robuste qui s'est avéré résistant aux effets des flux asymétriques et tourbillonnants. Tout en utilisant les mêmes principes de base que les débitmètres Venturi et à orifice, les débitmètres à cône ne nécessitent pas les mêmes canalisations amont et aval. Le cône agit comme un dispositif de conditionnement ainsi qu'un producteur de pression différentielle. Les exigences en amont sont comprises entre 0 et 5 diamètres par rapport à jusqu'à 44 diamètres pour une plaque d'orifice ou 22 diamètres pour un Venturi. Étant donné que les débitmètres à cône sont généralement de construction soudée, il est recommandé de toujours les calibrer avant de les mettre en service. Les effets de la chaleur du soudage causent inévitablement des distorsions et d'autres effets qui empêchent la collecte et la publication de données tabulaires sur les coefficients de décharge en fonction de la taille de la conduite, du rapport bêta et des nombres de Reynolds opératoires. Les débitmètres à cône calibrés ont une incertitude allant jusqu'à ±0,5 %. Les débitmètres à cône non calibrés ont une incertitude de ±5,0 %[réf. nécessaire].

### Débitmètres à résistance linéaire
Les débitmètres à résistance linéaire, également appelés débitmètres à écoulement laminaire, mesurent des débits très faibles pour lesquels la pression différentielle mesurée est linéairement proportionnelle au débit et à la viscosité du fluide. Ce débit est appelé débit à traînée visqueuse ou écoulement laminaire, par opposition à l'écoulement turbulent mesuré par les plaques d'orifice, les Venturi et d'autres débitmètres mentionnés dans cette section, et est caractérisé par des nombres de Reynolds inférieurs à 2000. L'élément de débit primaire peut consister en un seul tube capillaire long, un faisceau de tels tubes ou un long bouchon poreux ; ces faibles débits créent de petites différences de pression, mais des éléments de débit plus longs créent des différences plus élevées, plus facilement mesurables. Ces débitmètres sont particulièrement sensibles aux changements de température affectant la viscosité du fluide et le diamètre de l'élément de débit, comme on peut le voir dans l'équation gouvernante de Hagen–Poiseuille,.

## Débitmètres à surface variable

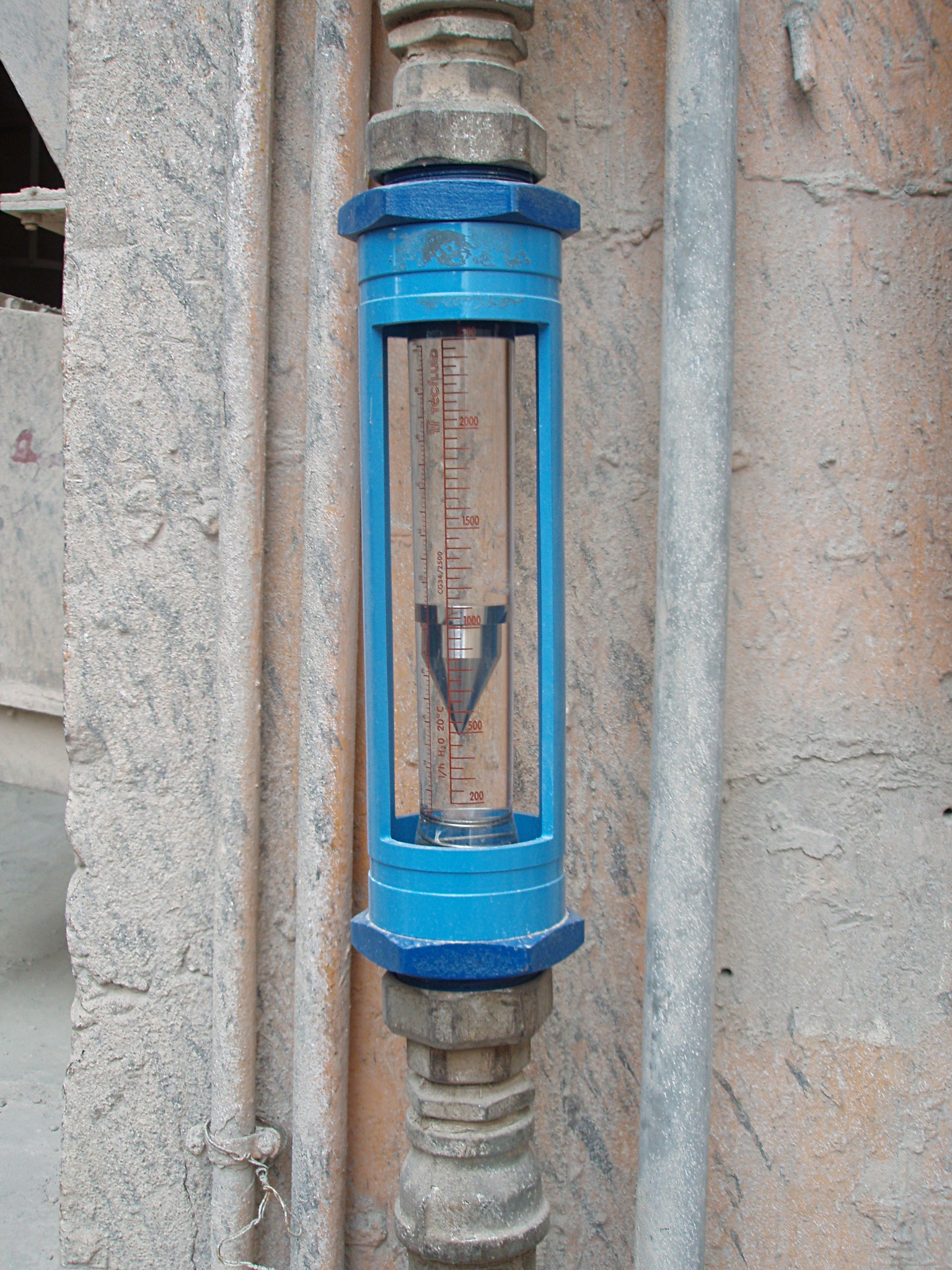
Rotamètre Techfluid-CG34-2500

Un "débitmètre à surface variable" mesure le débit de fluide en permettant à la section transversale de l'appareil de varier en réponse au flux, provoquant un effet mesurable qui indique le débit.
Un rotamètre est un exemple de débitmètre à surface variable, où un "flotteur" lesté monte dans un tube conique à mesure que le débit augmente ; le flotteur cesse de monter lorsque la surface entre le flotteur et le tube est suffisamment grande pour que le poids du flotteur soit équilibré par la traînée du flux de fluide. Un type de rotamètre utilisé pour les gaz médicaux est le débitmètre à tube Thorpe. Les flotteurs sont fabriqués dans de nombreuses formes différentes, les sphères et les ellipses sphériques étant les plus courantes. Certains sont conçus pour tourner visiblement dans le flux de fluide pour aider l'utilisateur à déterminer si le flotteur est bloqué ou non. Les rotamètres sont disponibles pour une large gamme de liquides, mais sont le plus souvent utilisés avec de l'eau ou de l'air. Ils peuvent être fabriqués pour mesurer de manière fiable des débits jusqu'à une précision de 1 %.
Un autre type est un orifice à surface variable, où un plongeur conique à ressort est dévié par le flux à travers un orifice. Le déplacement peut être lié au débit.

## Débitmètres optiques
Les débitmètres optiques utilisent la lumière pour déterminer le débit. De petites particules qui accompagnent les gaz naturels et industriels passent à travers deux faisceaux laser focalisés à une courte distance l'un de l'autre dans le chemin d'écoulement d'un tuyau par des optiques d'illumination. La lumière laser est diffusée lorsqu'une particule traverse le premier faisceau. Les optiques de détection collectent la lumière diffusée sur un photodétecteur, qui génère ensuite un signal d'impulsion. Lorsque la même particule traverse le second faisceau, les optiques de détection collectent la lumière diffusée sur un second photodétecteur, qui convertit la lumière entrante en une seconde impulsion électrique. En mesurant l'intervalle de temps entre ces impulsions, la vitesse du gaz est calculée comme {\displaystyle V=D/t} où {\displaystyle D} est la distance entre les faisceaux laser et {\displaystyle t} est l'intervalle de temps.
Les débitmètres optiques à laser mesurent la vitesse réelle des particules, une propriété qui ne dépend pas de la conductivité thermique des gaz, des variations de débit de gaz ou de la composition des gaz. Le principe de fonctionnement permet à la technologie optique laser de fournir des données de débit très précises, même dans des environnements difficiles pouvant inclure des températures élevées, des débits faibles, des pressions élevées, une humidité élevée, des vibrations de tuyaux et du bruit acoustique.
Les débitmètres optiques sont très stables sans pièces mobiles et offrent une mesure très répétable sur la durée de vie du produit. Étant donné que la distance entre les deux feuilles laser ne change pas, les débitmètres optiques ne nécessitent pas de calibrage périodique après leur mise en service initiale. Les débitmètres optiques nécessitent un seul point d'installation, au lieu des deux points d'installation typiquement requis par d'autres types de compteurs. Un seul point d'installation est plus simple, nécessite moins d'entretien et est moins sujet aux erreurs.
Les débitmètres optiques commercialement disponibles sont capables de mesurer des débits allant de 0,1 m/s à plus de 100 m/s (rapport de 1000:1) et se sont avérés efficaces pour la mesure des gaz de torchage provenant des puits de pétrole et des raffineries, un contributeur à la pollution atmosphérique.

## Mesure de débit en canal ouvert
Un débit en canal ouvert décrit les cas où le liquide en écoulement a une surface supérieure ouverte à l'air ; la section transversale du débit est uniquement déterminée par la forme du canal sur le côté inférieur, et est variable en fonction de la profondeur du liquide dans le canal. Les techniques appropriées pour une section transversale fixe de débit dans un tuyau ne sont pas utiles dans les canaux ouverts. La mesure du débit dans les cours d'eau est une application importante de la mesure de débit en canal ouvert ; de telles installations sont connues sous le nom de jauge de débit.

### Niveau au débit
Le niveau de l'eau est mesuré à un point désigné derrière un déversoir ou dans un canal en utilisant divers dispositifs secondaires (bulleurs, ultrasons, flotteurs et pression différentielle sont des méthodes courantes). Cette profondeur est convertie en débit selon une formule théorique de la forme {\displaystyle Q=KH^{X}} où {\displaystyle Q} est le débit, {\displaystyle K} est une constante, {\displaystyle H} est le niveau de l'eau et {\displaystyle X} est un exposant qui varie avec le dispositif utilisé ; ou elle est convertie selon des points de données de niveau/débit empiriquement dérivés (une "courbe de débit"). Le débit peut alors être intégré dans le temps en débit volumétrique. Les dispositifs de niveau au débit sont couramment utilisés pour mesurer le débit des eaux de surface (sources, ruisseaux et rivières), des rejets industriels et des eaux usées. Parmi ceux-ci, les déversoirs sont utilisés sur les cours d'eau avec peu de solides (généralement les eaux de surface), tandis que les canaux sont utilisés sur les flux contenant peu ou beaucoup de solides.

### Surface/ vitesse
La section transversale du débit est calculée à partir d'une mesure de profondeur et la vitesse moyenne du débit est mesurée directement (les méthodes Doppler et hélice sont courantes). La vitesse multipliée par la section transversale donne un débit qui peut être intégré en débit volumétrique. Il existe deux types de débitmètres de surface : (1) mouillés ; et (2) sans contact. Les capteurs de surface mouillés doivent généralement être montés au fond d'un canal ou d'une rivière et utilisent le Doppler pour mesurer la vitesse des particules entraînées. Avec la profondeur et une section transversale programmée, cela peut alors fournir une mesure du débit. Les dispositifs sans contact utilisant un laser ou un radar sont montés au-dessus du canal et mesurent la vitesse depuis le dessus, puis utilisent les ultrasons pour mesurer la profondeur de l'eau depuis le dessus. Les dispositifs radar ne peuvent mesurer que les vitesses de surface, tandis que les dispositifs à laser peuvent mesurer les vitesses sous-surface.

### Test de teinture
Une quantité connue de teinture (ou de sel) par unité de temps est ajoutée à un flux. Après un mélange complet, la concentration est mesurée. Le taux de dilution équivaut au débit.

### Vélocimétrie Doppler acoustique
La vélocimétrie Doppler acoustique (ADV) est conçue pour enregistrer les composantes de la vitesse instantanée en un point unique avec une fréquence relativement élevée. Les mesures sont effectuées en mesurant la vitesse des particules dans un volume d'échantillonnage distant en se basant sur l'effet Doppler.

## Débitmètres massiques thermiques

La différence de température entre les capteurs varie en fonction du débit massique.

Les débitmètres massiques thermiques utilisent généralement des combinaisons d'éléments chauffants et de capteurs de température pour mesurer la différence entre le transfert de chaleur statique et en écoulement vers un fluide et en déduire son débit avec une connaissance de la chaleur spécifique et de la densité du fluide. La température du fluide est également mesurée et compensée. Si les caractéristiques de densité et de chaleur spécifique du fluide sont constantes, le compteur peut fournir une lecture directe du débit massique et ne nécessite aucune compensation supplémentaire de la pression et de la température dans leur plage spécifiée.
Les progrès technologiques ont permis la fabrication de débitmètres massiques thermiques à une échelle microscopique en tant que capteurs MEMS ; ces dispositifs de débit peuvent être utilisés pour mesurer des débits dans la gamme des nanolitres ou des microlitres par minute.
La technologie des débitmètres massiques thermiques (également appelés débitmètres à dispersion thermique ou à déplacement thermique) est utilisée pour l'air comprimé, l'azote, l'hélium, l'argon, l'oxygène et le gaz naturel. En fait, la plupart des gaz peuvent être mesurés tant qu'ils sont relativement propres et non corrosifs. Pour les gaz plus agressifs, le compteur peut être fabriqué à partir d'alliages spéciaux (par exemple Hastelloy), et le pré-séchage du gaz aide également à minimiser la corrosion.
Aujourd'hui, les débitmètres massiques thermiques sont utilisés pour mesurer le débit de gaz dans une gamme croissante d'applications, telles que les réactions chimiques ou les applications de transfert thermique qui sont difficiles pour d'autres technologies de mesure de débit. Certaines autres applications typiques des capteurs de débit se trouvent dans le domaine médical comme les dispositifs CPAP, les équipements d'anesthésie ou les dispositifs respiratoires. Cela s'explique par le fait que les débitmètres massiques thermiques surveillent les variations de l'une ou de plusieurs des caractéristiques thermiques (température, conductivité thermique et/ou chaleur spécifique) des milieux gazeux pour définir le débit massique.

### Le capteur MAF
Dans de nombreuses automobiles récentes, un capteur de débit massique (MAF) est utilisé pour déterminer avec précision le débit massique de l'air d'admission utilisé dans le moteur à combustion interne. De nombreux capteurs de débit massique utilisent un élément chauffé et un capteur de température en aval pour indiquer le débit d'air. D'autres capteurs utilisent une vanne à ressort. Dans les deux cas, l'unité de contrôle électronique du véhicule interprète les signaux des capteurs comme une indication en temps réel des besoins en carburant du moteur.

## Débitmètres à vortex
Une autre méthode de mesure de débit consiste à placer un corps de blocage (appelé barre de déviation) dans le chemin du fluide. Lorsque le fluide passe devant cette barre, des perturbations dans le flux appelées vortex sont créées. Les vortex se forment derrière le cylindre, alternativement de chaque côté du corps de blocage. Cette traînée de vortex est appelée rue de von Kármán d'après la description mathématique du phénomène par von Kármán en 1912. La fréquence à laquelle ces vortex alternent les côtés est essentiellement proportionnelle au débit du fluide. À l'intérieur, au sommet ou en aval de la barre de déviation se trouve un capteur permettant de mesurer la fréquence de formation des vortex. Ce capteur est souvent un cristal piézoélectrique, qui produit une petite tension mesurable à chaque création d'un vortex. Étant donné que la fréquence de cette tension est également proportionnelle à la vitesse du fluide, un débit volumétrique est calculé en utilisant la surface transversale du débitmètre. La fréquence est mesurée et le débit est calculé par l'électronique du débitmètre en utilisant l'équation {\displaystyle f=SV/L}
où {\displaystyle f} est la fréquence des vortex, {\displaystyle L} la longueur caractéristique du corps de blocage, {\displaystyle V} est la vitesse du fluide sur le corps de blocage, et {\displaystyle S} est le nombre de Strouhal, qui est essentiellement une constante pour une forme de corps donnée dans ses limites de fonctionnement.

## Mesure de débit par sonar

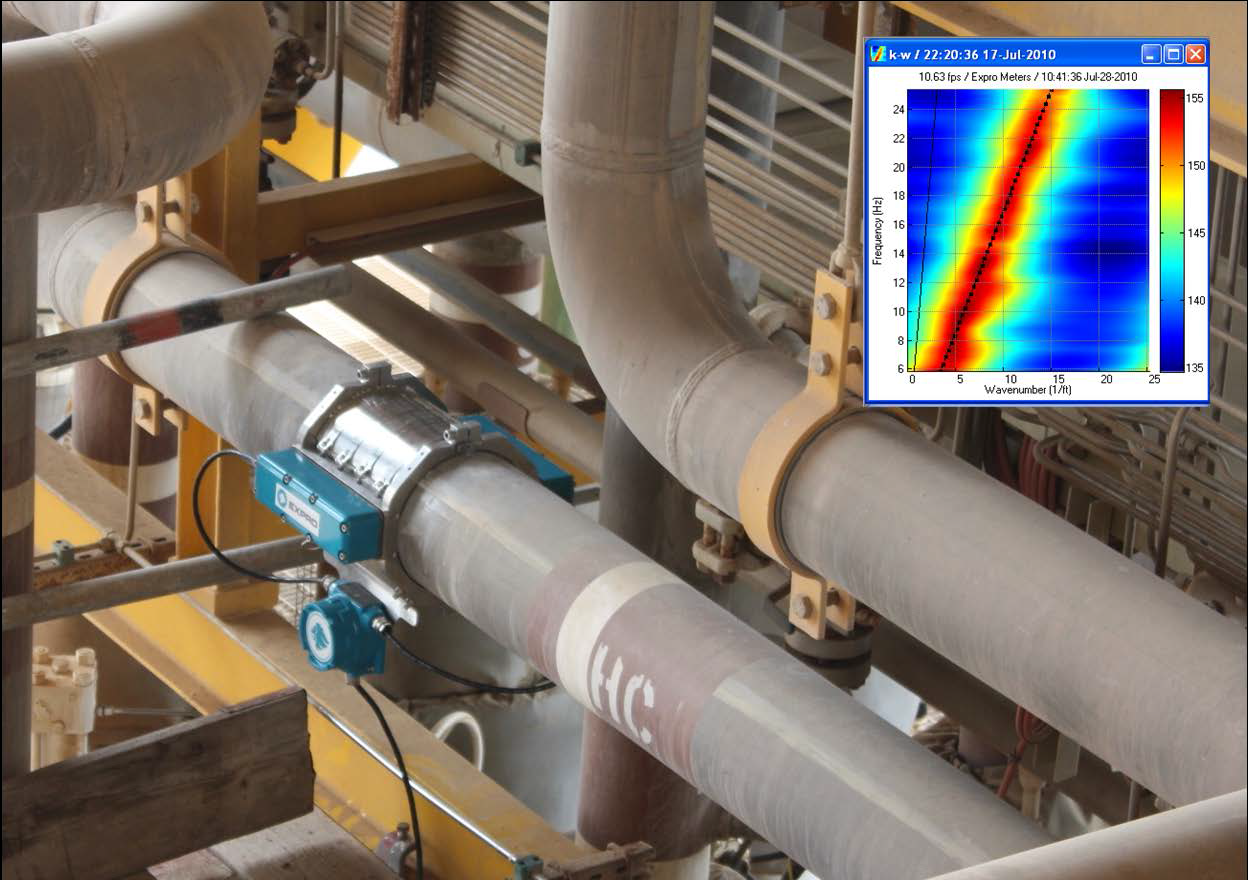
Débitmètre sonar sur une conduite de gaz

Les débitmètres sonar sont des dispositifs à pince non intrusifs qui mesurent le débit dans des tuyaux transportant des boues, des fluides corrosifs, des fluides multiphasique et des flux où les débitmètres de type insertion ne sont pas souhaités. Les débitmètres sonar ont été largement adoptés dans les industries minières, de traitement des métaux et pétrolières en amont, où les technologies traditionnelles ont certaines limitations en raison de leur tolérance à divers régimes d'écoulement et rapports de réduction.
Les débitmètres sonar ont la capacité de mesurer la vitesse des liquides ou des gaz de manière non intrusive dans le tuyau, puis utilisent cette mesure de vitesse pour obtenir un débit en utilisant la section transversale du tuyau et la pression et la température de la ligne. Le principe derrière cette mesure de débit est l'utilisation de l'acoustique sous-marine.
En acoustique sous-marine, pour localiser un objet sous l'eau, le sonar utilise deux éléments connus :
- La vitesse de propagation du son à travers l'ensemble (c'est-à-dire la vitesse du son à travers l'eau de mer)
- L'espacement entre les capteurs dans le réseau de capteurs

et calcule ensuite l'inconnu :
- La position (ou l'angle) de l'objet.

De même, la mesure du débit par sonar utilise les mêmes techniques et algorithmes appliqués à l'acoustique sous-marine, mais les applique à la mesure du débit des puits de pétrole et des conduites.
Pour mesurer la vitesse du flux, les débitmètres sonar utilisent deux éléments connus :
- La position (ou l'angle) de l'objet, qui est de 0 degrés puisque le flux se déplace le long du tuyau, aligné avec le réseau de capteurs
- L'espacement entre les capteurs dans le réseau de capteurs[20]

et calcule ensuite l'inconnu :
- La vitesse de propagation à travers l'ensemble (c'est-à-dire la vitesse de flux du milieu dans le tuyau)[21].

## Débitmètres électromagnétiques, ultrasoniques et Coriolis

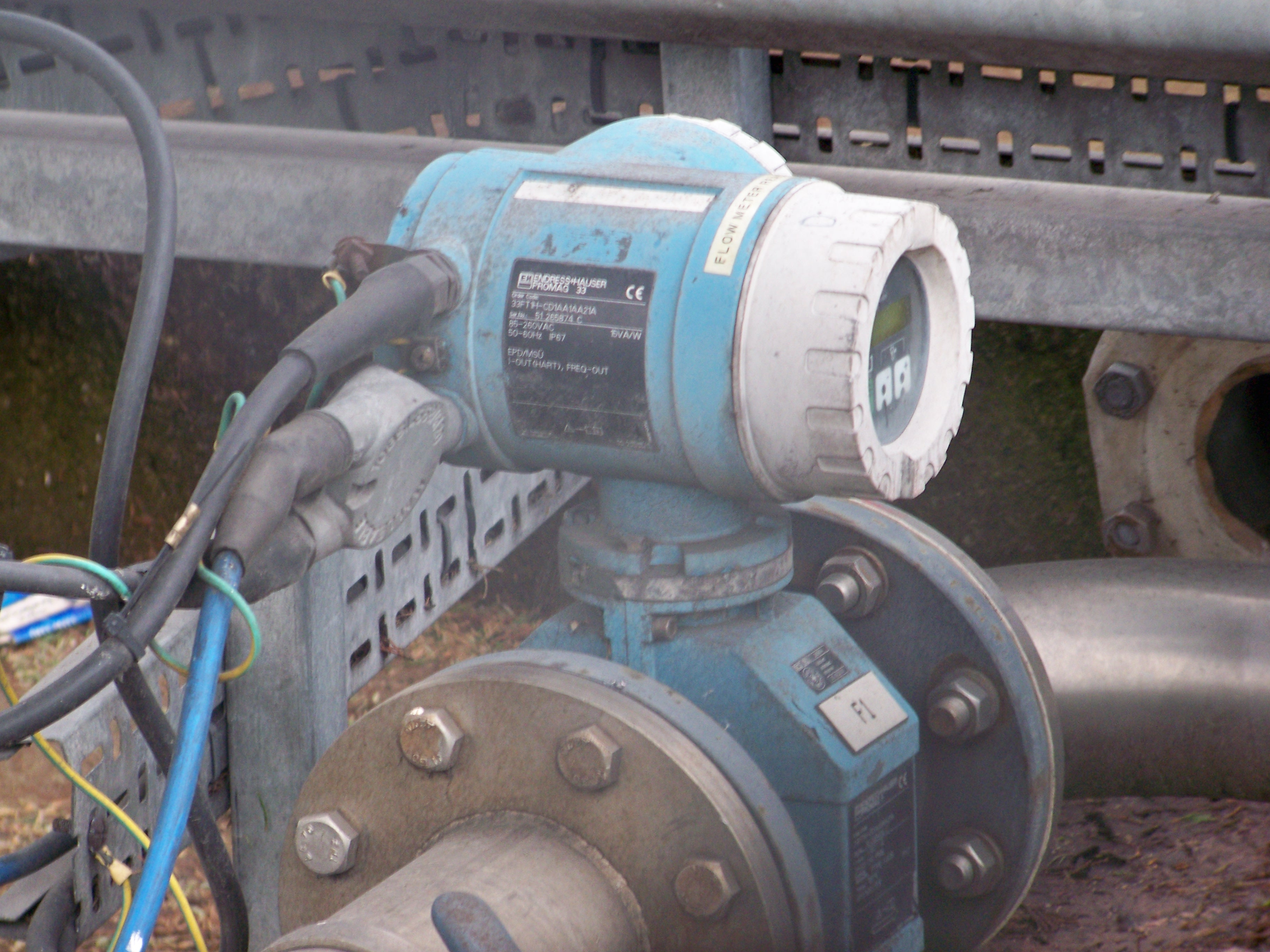
Débitmètre magnétique à la brasserie Tetley's à Leeds, West Yorkshire

Les innovations modernes dans la mesure du débit incorporent des dispositifs électroniques qui peuvent corriger les conditions de pression et de température variables (c'est-à-dire la densité), les non-linéarités et les caractéristiques du fluide.

### Débitmètres magnétiques
Les débitmètres magnétiques, souvent appelés "mag mètres" ou "électromags", utilisent un champ magnétique appliqué au tube de mesure, ce qui entraîne une différence de potentiel proportionnelle à la vitesse du flux perpendiculaire aux lignes de flux. La différence de potentiel est détectée par des électrodes alignées perpendiculairement au flux et au champ magnétique appliqué. Le principe physique en jeu est la loi de Faraday de l'induction électromagnétique. Le débitmètre magnétique nécessite un fluide conducteur et une doublure de tuyau non conductrice. Les électrodes ne doivent pas se corroder au contact du fluide de process ; certains débitmètres magnétiques ont des transducteurs auxiliaires installés pour nettoyer les électrodes sur place. Le champ magnétique appliqué est pulsé, ce qui permet au débitmètre d'annuler l'effet de la tension parasite dans le système de tuyauterie.

### Débitmètres électromagnétiques sans contact
Un système de vélocimétrie par force de Lorentz est appelé débitmètre à force de Lorentz (LFF). Un LFF mesure la force de Lorentz intégrée ou globale résultant de l'interaction entre un métal liquide en mouvement et un champ magnétique appliqué. Dans ce cas, la longueur caractéristique du champ magnétique est du même ordre de grandeur que les dimensions du canal. Il faut aborder le cas où des champs magnétiques localisés sont utilisés, car il est possible d'effectuer des mesures de vitesse locales et ainsi d'utiliser le terme vélocimètre à force de Lorentz.

### Débitmètres ultrasoniques (Doppler, temps de transit)
Il existe deux principaux types de débitmètres ultrasoniques : Doppler et temps de transit. Bien qu'ils utilisent tous deux des ultrasons pour effectuer des mesures et peuvent être non invasifs (mesurer le débit de l'extérieur du tube, du tuyau ou du récipient, également appelés dispositifs à pince), ils mesurent le débit par des méthodes très différentes.

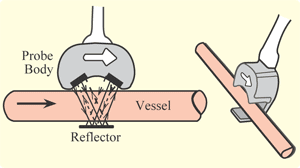
Vue schématique d'un capteur de débit

Les débitmètres ultrasoniques temps de transit mesurent la différence de temps de transit des impulsions ultrasoniques se propageant dans et contre la direction du flux. Cette différence de temps est une mesure de la vitesse moyenne du fluide le long du trajet du faisceau ultrasonique. En utilisant les temps de transit absolus, la vitesse moyenne du fluide et la vitesse du son peuvent être calculées. En utilisant les deux temps de transit {\displaystyle t_{\text{up}}} et {\displaystyle t_{\text{down}}} et la distance entre les transducteurs récepteurs et émetteurs {\displaystyle L} et l'angle d'inclinaison {\displaystyle \alpha }, on peut écrire les équations :
{\displaystyle v={\frac {L}{2\;\cos \left(\alpha \right)}}\;{\frac {t_{\text{up}}-t_{\text{down}}}{t_{\text{up}}\;t_{\text{down}}}}}
et
{\displaystyle c={\frac {L}{2}}\;{\frac {t_{\text{up}}+t_{\text{down}}}{t_{\text{up}}\;t_{\text{down}}}}}
où {\displaystyle v} est la vitesse moyenne du fluide le long du chemin sonore et {\displaystyle c} est la vitesse du son.
Avec une illumination à faisceau large, les ultrasons à temps de transit peuvent également être utilisés pour mesurer le débit volumétrique indépendamment de la surface transversale du récipient ou du tube.
Les débitmètres ultrasoniques Doppler mesurent le décalage Doppler résultant de la réflexion d'un faisceau ultrasonique sur les particules dans le fluide en écoulement. La fréquence du faisceau transmis est affectée par le mouvement des particules ; ce décalage de fréquence peut être utilisé pour calculer la vitesse du fluide. Pour que le principe Doppler fonctionne, il doit y avoir une densité suffisante de matériaux soniquement réfléchissants tels que des particules solides ou des bulles d'air en suspension dans le fluide. Cela contraste directement avec un débitmètre ultrasonique à temps de transit, où les bulles et les particules solides réduisent la précision de la mesure. En raison de la dépendance à ces particules, les applications des débitmètres Doppler sont limitées. Cette technologie est également connue sous le nom de vélocimétrie Doppler acoustique.
Un avantage des débitmètres ultrasoniques est qu'ils peuvent mesurer efficacement les débits d'une grande variété de fluides, tant que la vitesse du son à travers ce fluide est connue. Par exemple, les débitmètres ultrasoniques sont utilisés pour mesurer des fluides aussi divers que le gaz naturel liquide (GNL) et le sang. On peut également calculer la vitesse du son attendue pour un fluide donné ; cela peut être comparé à la vitesse du son mesurée empiriquement par un débitmètre à ultra-son pour surveiller la qualité des mesures du débitmètre. Une baisse de qualité (changement de la vitesse du son mesurée) est une indication que le compteur nécessite un entretien.

### Débitmètres Coriolis
En utilisant l'effet Coriolis qui provoque la déformation d'un tube vibrant latéralement, une mesure directe du débit massique peut être obtenue dans un débitmètre Coriolis. De plus, une mesure directe de la densité du fluide est obtenue. La mesure Coriolis peut être très précise, quel que soit le type de gaz ou de liquide mesuré ; le même tube de mesure peut être utilisé pour le gaz hydrogène et le bitume sans nécessiter de recalibrage[réf. nécessaire].
Les débitmètres Coriolis peuvent être utilisés pour mesurer le débit de gaz naturel.

## Mesure de débit par laser Doppler
Un faisceau de lumière laser frappant une particule en mouvement sera partiellement diffusé avec un changement de longueur d'onde proportionnel à la vitesse de la particule (l'effet Doppler). Un vélocimètre laser Doppler (LDV), également appelé anémomètre laser Doppler (LDA), focalise un faisceau laser dans un petit volume dans un fluide en écoulement contenant de petites particules (naturelles ou induites). Les particules diffusent la lumière avec un décalage Doppler. L'analyse de cette longueur d'onde décalée peut être utilisée pour déterminer directement, et avec une grande précision, la vitesse de la particule et donc une approximation proche de la vitesse du fluide.
Un certain nombre de techniques et de configurations de dispositifs différentes sont disponibles pour déterminer le décalage Doppler. Toutes utilisent un photodétecteur (généralement une photodiode à avalanche) pour convertir la lumière en une forme d'onde électrique à analyser. Dans la plupart des dispositifs, la lumière laser originale est divisée en deux faisceaux. Dans une classe générale de LDV, les deux faisceaux sont faits pour se croiser à leurs points focaux où ils interfèrent et génèrent un ensemble de franges droites. Le capteur est alors aligné avec le flux de sorte que les franges soient perpendiculaires à la direction du flux. Lorsque les particules traversent les franges, la lumière décalée par Doppler est collectée par le photodétecteur. Dans une autre classe générale de LDV, un faisceau est utilisé comme référence et l'autre est diffusé par Doppler. Les deux faisceaux sont ensuite collectés sur le photodétecteur où la détection par hétérodyne optique est utilisée pour extraire le signal Doppler.

## Étallonage
Même si, idéalement, le débitmètre devrait être insensible à son environnement, en pratique, il est peu probable que ce soit le cas. Souvent, des erreurs de mesure proviennent d'une installation incorrecte ou d'autres facteurs dépendant de l'environnement,. Les méthodes in situ sont utilisées lorsque le débitmètre est étalonné dans les conditions de débit correctes. Le résultat d'un étalonnage de débitmètre aboutira à deux statistiques liées : un indicateur de performance et une mesure de débit.

### Méthode du temps de transit
Pour les débits de tuyauterie, une méthode dite du temps de transit est appliquée où un radiotraceur est injecté en tant qu'impulsion dans le débit mesuré. Le temps de transit est défini à l'aide de détecteurs de rayonnement placés à l'extérieur du tuyau. Le débit volumique est obtenu en multipliant la vitesse moyenne de flux de fluide mesurée par la section transversale intérieure du tuyau. Cette valeur de débit de référence est comparée à la valeur de débit simultanée donnée par la mesure de débit à étalonner.
La procédure est normalisée (ISO 2975/VII pour les liquides et BS 5857-2.4 pour les gaz). La meilleure incertitude de mesure accréditée pour les liquides et les gaz est de 0,5 %.

### Méthode de dilution de traceur
La méthode de dilution de traceur radiotraceur est utilisée pour étalonner les mesures de débit en canal ouvert. Une solution avec une concentration de traceur connue est injectée à une vitesse connue constante dans le flux du canal. En aval, la solution de traceur est bien mélangée sur la section transversale du flux, un échantillon continu est prélevé et sa concentration de traceur par rapport à celle de la solution injectée est déterminée. La valeur de débit de référence est déterminée en utilisant la condition d'équilibre de traceur entre le débit de traceur injecté et le débit de dilution.
La procédure est normalisée (ISO 9555-1 et ISO 9555-2 pour le débit de liquide en canaux ouverts). La meilleure incertitude de mesure accréditée est de 1 %